# Black Eagle (film)
Black Eagle är en amerikansk film från 1988.

## Handling
Handlingen kretsar kring ett toppmodernt amerikanskt jaktplan som havererar i Medelhavet under oklara förhållanden. Planet havererar i närheten av Malta, ett område som vimlar av ryska spioner. Faktum är att det är ryssarna som skjutit ner planet med hjälp av en robot.
Ryssarna har sänt sina bästa spioner till området och USA svarar med att göra detsamma. Amerikanernas bästa agent är Black Eagle (spelad av Shô Kosugi) som på grund av vissa omständigheter tvingas att ha med sina två barn på ön. Andrej (spelad av Jean-Claude Van Damme) är ryssarnas svar på Black Eagle.
I jakten på det amerikanska jaktplanet korsas Black Eagles och Andrejs vägar ett antal gånger. Detta leder till slut till en slutlig uppgörelse mellan Andrej och ryssarna på ena sidan och Black Eagle och amerikanerna på den andra sidan.

## Om filmen
Filmen är inspelad på Malta och hade premiär i USA i maj 1988. Den svenska åldersgränsen var 15 år.

## Rollista (urval)
- Shô Kosugi - Ken Tani
- Jean-Claude Van Damme - Andrei
- Kane Kosugi - Brian Tani
- Shane Kosugi - Denny Tani